# Demo II
Demo II es el segundo demo de la banda de  Thrash Metal y Death Metal, Pentagram. Considerado como uno de sus mejores trabajos y el último que harían con la formación clásica. 

## Historia
Luego del fracaso de lanzar un LP en Brasil, en donde Reisenegger pasó en la casa de los hermanos Cavalera, Pentagram se decide a mejorar tanto en su calidad de sonido, como en su calidad de composición. En este demo se les une Alfredo "El Bey" Peña tomando la posición de bajista, que antes había asumido Anton. Aquí Peña juega un papel importante en la composición, ya que es responsable de la introducción de Temple Of Perdition y aporta unas bien logradas ejecuciones en Profaner y The Malefice. 
También hay una participación de Rodrigo Cuadra con un grito que aparece en The Malefice en el minuto 2:57. Está considerado como el trabajo de mayor calidad de Pentagram, siendo también uno de los primeros demos de Death Metal Técnico que aparecieron en el mundo.

## Formación
- Anton Reisenegger - Guitarra principal y voz
- Eduardo Topelberg - Batería
- Juan Pablo Uribe  - Guitarra rítmica
- Alfredo "El Bey" Peña - Bajo

## Lista de temas
- 1. The Malefice
- 2. Profaner
- 3. Temple Of Perdition

- Datos: Q5802222